# Vincenzo Peluso
Vincenzo Peluso (Napoli, 27 maggio 1968) è un attore italiano.

## Biografia
Dopo aver esordito nel 1992 ne Il ladro di bambini di Gianni Amelio, intraprende una carriera segnata da film d'autore. Appare poco dopo in Libera di Pappi Corsicato, che lo farà protagonista del successivo I buchi neri.
Interpreta uno dei suoi ruoli maggiori in La mia generazione di Wilma Labate.
Nel 1998 è in Per tutto il tempo che ci resta, l'anno seguente è protagonista di tre pellicole: Un uomo perbene, Vuoti a perdere e Prima del tramonto, film vincitore al Festival di Annecy. Segue il ruolo in Quello che le ragazze non dicono di Carlo Vanzina. Torna poi a produzioni più piccole, come L'amore di Marja, I banchieri di Dio, Sulla mia pelle, La repubblica di San Gennaro, Legami sporchi e Quando una donna non dorme. Appare in diverse fiction e miniserie televisive.
A teatro ha recitato ne Il postino suona sempre due volte di Enrico Maria Lamanna, accanto a Isabel Russinova e ha diretto la commedia Maestri d'amore nel 2005.
Negli ultimi anni ha portato in giro il suo recital napoletano Napoli cu' poco e niente, dedicato a Totò, e ha diretto molti cortometraggi prodotti dalla sua società indipendente.
Nel 2005-2006  partecipa alla seconda edizione di Ballando con le stelle, in coppia con Natalia Titova, concludendo il programma come terzi classificati.

## Filmografia

### Cinema
- Il ladro di bambini, regia di Gianni Amelio (1992)
- Libera, regia di Pappi Corsicato (1993)
- I buchi neri, regia di Pappi Corsicato (1995)
- La mia generazione, regia di Wilma Labate (1996)
- Cuori perduti, regia di Teresio Spalla (1997)
- La salita, episodio de I vesuviani, regia di Mario Martone (1997)
- Altri uomini, regia di Claudio Bonivento (1997)
- Tra Scilla e Cariddi, regia di Demetrio Casile (1998)
- Per tutto il tempo che ci resta, regia di Vincenzo Terracciano (1998)
- Vuoti a perdere, regia di Massimo Costa (1999)
- Prima del tramonto, regia di Stefano Incerti (1999)
- Un uomo perbene, regia di Maurizio Zaccaro (1999)
- La donna del delitto, regia di Corrado Colombo (2000)
- Femminile, singolare, regia di Claudio Del Punta (2000)
- Quando una donna non dorme, regia di Nino Bizzarri (2000)
- Quello che le ragazze non dicono, regia di Carlo Vanzina (2000)
- La repubblica di San Gennaro, regia di Massimo Costa (2001)
- I banchieri di Dio - Il caso Calvi, regia di Giuseppe Ferrara (2002)
- L'amore di Marja, regia di Anne Riitta Ciccone (2002)
- Legami sporchi, regia di Giorgio Molteni (2004)
- Sulla mia pelle, regia di Valerio Jalongo (2005)
- Itaker - Vietato agli italiani, regia di Toni Trupia (2012)
- The Stalker, regia di Giorgio Amato (2013)
- La grande rabbia, regia di Claudio Fragasso (2015)

### Televisione
- Racket, regia di Luigi Perelli – miniserie TV (1997)
- La piovra 8 - Lo scandalo, regia di Giacomo Battiato – miniserie TV (1997)
- Una donna per amico – serie TV (1998)
- Il commissario Raimondi, regia di Paolo Costella – miniserie TV (1999)
- Il diavolo e l'acqua santa, regia di Enrico Oldoini – film TV (1999)
- Don Matteo – serie TV, episodio 1x08 (2000)
- La squadra 2 – serie TV (2001)
- Il bello delle donne 2 – serie TV (2002)
- La squadra 3 – serie TV (2002)
- Donne sbagliate, regia di Monica Vullo – miniserie TV (2007)
- Provaci ancora prof! – serie TV (2008)
- Il commissario Montalbano – serie TV, episodio La vampa d'agosto (2008)
- Capri 2 – serie TV (2008)
- La leggenda del bandito e del campione, regia di Lodovico Gasparini – miniserie TV (2010)
- K2 - La montagna degli italiani, regia di Robert Dornhelm – miniserie TV (2012)
- Rosso San Valentino, regia di Fabrizio Costa – miniserie TV (2013)
- Un caso di coscienza, regia di Luigi Perelli, episodio 5X04 (2013)
- Non è stato mio figlio – serie TV, 8 puntate (2015)

## Teatro
- Il postino suona sempre due volte, regia di Enrico Maria Lamanna (2003)
- Maestri d'amore, regia di Vincenzo Peluso (2005)
- Napoli cu' poco e niente, regia di Vincenzo Peluso (2010)
- Tanto pe cantà, simm' 'e Napule paisà, regia di Vincenzo Peluso (2011)
- Totò "uomo d'amore", regia di Vincenzo Peluso (2017)